# Port lotniczy Balen-Keiheuvel
Port lotniczy Balen-Keiheuvel – port lotniczy położony w miejscowości Keiheuvel-Balen, w Belgii. Obsługuje połączenia krajowe.